# 社会民主统一分子
社会民主统一分子（羅馬化：al-Wahdawiuyun al-Dimukatiyyun Al-Ijtima'iyyun）是叙利亚的一个已不存在的政党。它曾是全国进步阵线的成员。它主张社会民主主义和阿拉伯民族主义。